# Bundesautobahn 862
Die Bundesautobahn 862 (Abkürzung: BAB 862) – Kurzform: Autobahn 862 (Abkürzung: A 862) – war bis zum 23. Juli 2005 die Bezeichnung für eine deutsche Bundesautobahn; seit dem 24. Juli 2005 ist diese ein Ast der Bundesautobahn 5. Sie führt vom Autobahndreieck Neuenburg an der Bundesautobahn 5 zur Rheinbrücke Ottmarsheim, wo sich die Grenze zu Frankreich befindet. Nach der Grenze wird diese zur französischen Autoroute A 36. 
Die Grenzübergangsstelle befindet sich bei Ottmarsheim in Frankreich. Die A 862 war bis 2005 die kürzeste Bundesautobahn in Deutschland.